# Kisenosato Yutaka
Det här är en artikel om en person med japanskt personnamn; Kisenosato är familjenamnet.
Kisenosato Yutaka, född 3 juli 1986 i prefekturen Ibaraki i Japan, var en professionell sumobrottare och den 72:e yokozunan.

## Sumo-karriär
Kisenosato debuterade som 16-åring och nådde redan två år senare makuuchi, den högsta divisionen. Efter en lång period som sekiwake utnämndes han till ozeki i januari 2012.
I januari 2017 utnämndes Kisenosato till den 72:e yokozunan efter att han vunnit turneringen med 14-1. Han var då den förste japanen att upphöjas till yokozuna efter 19 år.
Redan i första turneringen efter att ha utnämnts till yokozuna skadade Kisenosato sin ena bröstmuskel. Därefter hade han stora skadebekymmer och var tvungen att dra sig ur eller avstå från deltagande i ett antal turneringar. I januari-turneringen 2019 var han pressad att göra en bra turnering, men inledde istället med tre raka förluster, varefter han drog sig tillbaka från sin aktiva brottarkarriär.